# Stari Babtugai
Stari Babtugai (en rus: Старый Бавтугай) és un poble del Daguestan, a Rússia, que el 2019 tenia 2.305 habitants. Pertany al districte rural de Kiziliurt.